# Вонсяцький Анастасій Андрійович
Анастасій Андрійович Вонсяцький (12 червня 1898, Варшава, Російська імперія — 5 лютого 1965, Сент-Пітерсберг) — російський емігрантський політик. Один з основоположників російського фашизму, лідер Всеросійської фашистської організації (ВФО), а також один з лідерів Всеросійської фашистської партії (ПФД) в 1934—1935 роках.
У 1933 році організував і очолив ВФО, яка в 1934 році об'єдналася з Російською фашистською партією (РФП) — найбільшою організацією в середовищі російської еміграції, утвореної на Далекому Сході . Разом з генеральним секретарем РФП К. В. Родзаевським став лідером об'єднаної Всеросійської фашистської партії. Після розриву в 1935 році з Родзаевським (відновив співпрацю з ним в 1940 році) знову очолив ВФО до червня 1941 року. Підтримував зв'язки з Німецько-американським союзом, в червні 1942 року був заарештований і засуджений в США за законом про шпигунство. Після звільнення в 1946 році відійшов від активної політичної діяльності.